# کلیف لوک
کلیف لوک (انگلیسی: Cliff Lok؛ زادهٔ ۱۱ سپتامبر ۱۹۴۸) بازیگر اهل چین است.
از فیلم‌ها یا برنامه‌های تلویزیونی که وی در آن نقش داشته‌است، می‌توان به شمشیرزن یک دست اشاره کرد.